# 阿部正敬
阿部 正敬（あべ まさたか / まさのり、1863年9月4日（文久3年7月22日）- 1910年（明治43年）4月11日）は、明治時代の政治家、華族。貴族院子爵議員。幼名・靱雄。

## 経歴
江戸で佐貫藩主・阿部正恒の二男として生まれる。二松学舎で学んだ。1881年（明治14年）7月5日に父が隠居して家督を相続。1884年7月8日、子爵を叙爵した。
1892年7月、貴族院子爵議員補欠選挙で当選し、1897年7月まで一期在任した。

## 親族
- 母 阿部朝子（五島盛成四女）[1]
- 妻 阿部雅子（青山忠敏二女）[1]
- 長女 高松信子（子爵高松公秋妻）[1]
- 長男 阿部正基（子爵、佐貫町長、大佐和町長）[1]
- 二女 高木懿子（よしこ、高木貞元妻）[1]
- 妹 五島興（五島盛徳の子五島盛主妻）・真田綾子（男爵真田幸世妻）[1]